# Франш-Конте
Франш-Конте́ (фр. Franche-Comté [fʁɑ̃ʃ kɔ̃te], франкопров. Franche-Comtât, фр.-конт. Fraintche-Comtè) — историческая область и бывший регион Франции, объединявший четыре департамента — Ду, Юра́, Верхнюю Сону и Территорию Бельфор. С 1 января 2016 года, когда вступила в силу территориальная реформа, является частью региона Бургундия — Франш-Конте. Площадь — 16 202 км², что составляет примерно 3 % территории Франции. Двумя крупнейшими городскими агломерациями региона являются административный центр, город Безансон, и экономический центр Бельфор-Монбельяр.
Название происходит от выражения «вольное графство Бургундия, фр. Franche Comté de Bourgogne» (в отличие от земель недавнего (до 1 января 2016) региона Бургундия, бывшего в те времена герцогством Бургундия). Франш-Конте — один из немногих французских регионов, чья современная территория практически в точности соответствует территории прежней королевской провинции, хотя с XIX века в его состав также была включена Территория Бельфор, которая традиционно была страной ойльского языка, являясь прежде частью Эльзаса. В настоящее время территория Франш-Конте, главным образом, объединяет земли прежней провинции Франш Конте, графства Монбельяр и Территории Бельфор, которая осталась во Франции при аннексии Эльзаса в 1871 году. Такая относительно единая история, подкрепляемая значительной автономией, которой в прошлом пользовалось графство Бургундия (в том числе и при династии Габсбургов), обеспечила однородную самобытность и целостность региона вплоть до наших дней.

## Происхождение названия Франш-Конте
Название Франш-Конте официально появилось только в 1478 году. До этого в ходу было название графство Бургундия.
Существуют различные объяснения происхождения названия «Франш-Конте». Согласно преданию, в то время, когда Франш-Конте, называвшееся тогда графство Бургундия, попало под господство короля Германии Конрада III (1093—1152), граф Бургундии, Рено III (1093—1148) потребовал независимости графства и отказался принести оммаж королю, получив от того прозвище «вольный граф» (фр. Franc-Comte), давшее название провинции. Однако только в 1366 году это название впервые было упомянуто в официальных документах.
Другое объяснение констатирует особое положение графства Бургундии по отношению к Германской империи после его присоединения к ней в 1026 году. Не будучи включенным в Империю в действительности, графство оставалось свободным от любых обязательных платежей в её пользу, хранило свой язык и свои традиции. Это было, таким образом, вольное графство. Поэтому провинцию и назвали «Франш-Конте» («вольное графство»).

## География
Франш-Конте занимает площадь всего 16 202 км² (при средней площади 24 762 км²), это самый маленький из метропольных регионов Франции, если не считать регионов, входящих в так называемую «корону Парижа».

## История
Населённая со времён раннего палеолита, территория современного Франш-Конте была относительно едина начиная с эпохи древнего мира. Изначально на этой территории обитали кельтские племена секванов, а после поражения Верцингеторига земли перешли во владение римлян. Территория была короткое время занята восточногерманским племенем бургундов в ходе Великого переселения народов, и была завоёвана франками в 534 году.
После смерти короля франков Карла Великого эти земли много раз меняли своего правителя. Территория Франш-Конте с X века была частью графства Бургундии. Её главным городом был Доль.

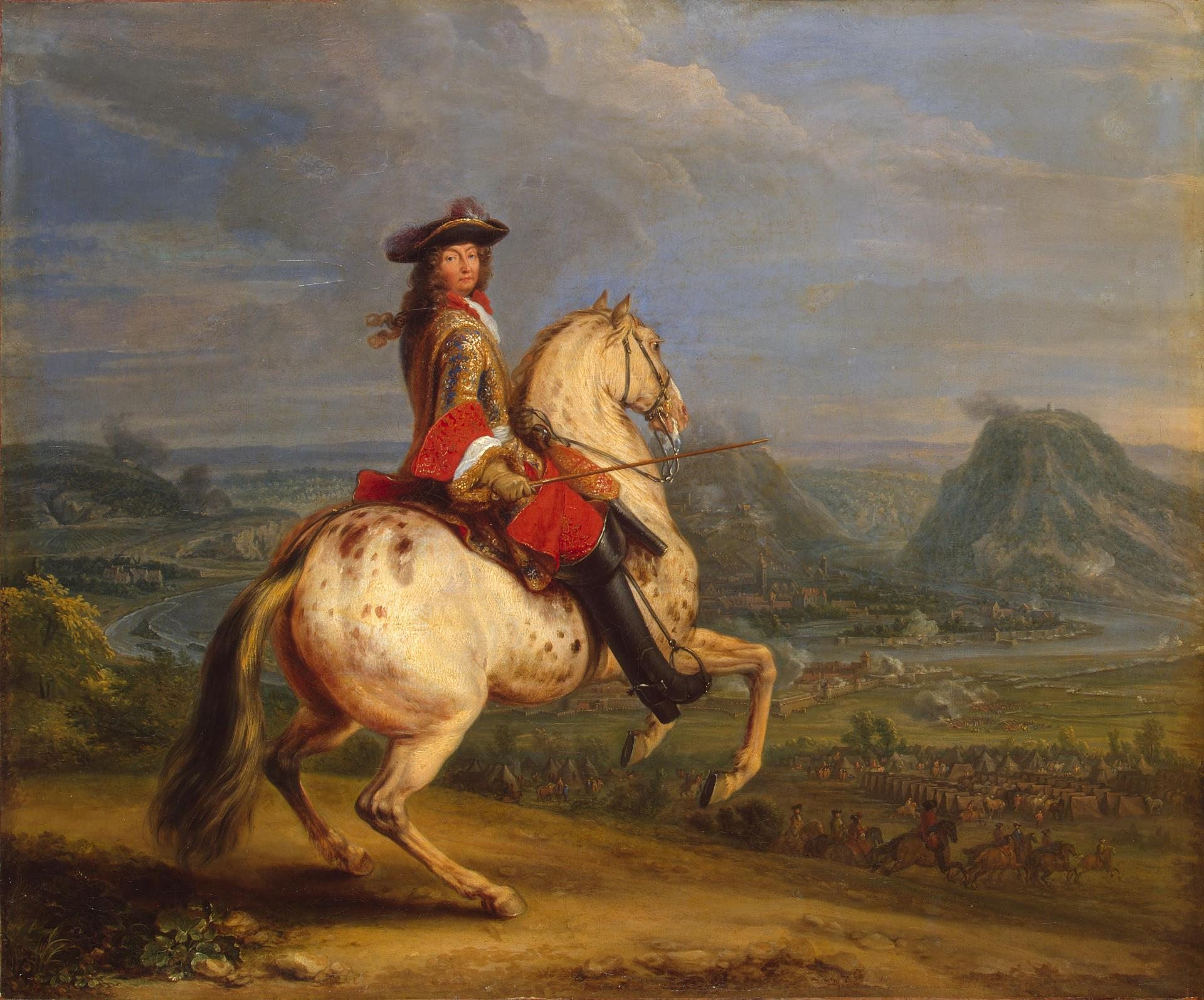
Людовик XIV перед Безансоном

Название Франш-Конте впервые официально упоминается в 1366 году, когда его ввела в официальные документы графиня Маргарита (дочь короля Франции Филиппа V Длинного).
В течение многих веков Франш-Конте была яблоком раздора для европейских держав. В 1316—1322 годах она была владением французского короля Филиппа V Длинного, в XIV—XV веках — фактически независимых бургундских герцогов, а с 1493 года областью завладели Габсбурги. В 1558 году при разделе Габсбургской державы Франш-Конте отошло к испанской ветви династии, но формально продолжалось считаться частью Священной Римской империи.
В ходе Деволюционной войны войска Франции в начале 1668 года за три недели заняли провинцию, подавив сопротивление партизан, руководимых Лакюзоном, но по условиям Первого аахенского договора (1668 год) Франция вернула этот регион Испании.
В 1674 году французские войска снова заняли Франш-Конте, и область отошла к Франции по условиям Нимвегенского мира 1678 года. Исключение составило княжество Монбельяр на северо-востоке; оно вошло в состав Франции только в период революционных войн в 1793 году.
В период Великой французской революции территория Франш-Конте была разделена на департаменты.
В 1960—1970-х годах при новом экономическом и административном районировании Франции Франш-Конте был воссоздан в качестве самостоятельного региона.

## Природные объекты и достопримечательности

### Природные объекты
- Региональный природный парк Верхняя Юра, расположенный на юго-западе горного массива Юра.
- Каскады на реке Эриссон, самой примечательной реке Юры. Эти каскады особенно хороши во время таяния снегов или в особенно холодные зимы.
- Вершина Вогезов (фр. Ballon d'Alsace), высотой 1247 метров, самая высокая точка южной части горной цепи Вогезов. Она расположена на землях Эльзаса, Франш-Конте и Лотарингии, в самом центре Регионального природного парка Вершина Вогезов.
- Озеро Сен-Пуэн, также известное под именем Мальбюиссон, расположенное в департаменте Ду. Оно является одним из самых крупных естественных озёр Франции.
- Озеро Вугланс (фр. lac de Vouglans), находящееся в департаменте Юра. По своему объёму (620 млн кубометров воды) это третье во Франции искусственное водохранилище. Плотина была установлена между 1964 и 1969 годами.
- Слепая (мешкообразная) долина Бом-ле-Месьё.
- Источник реки Лу (фр. Loue), бьющий водопадом прямо из высокой скалы.
- Водопад Ду.
- Вершина Мон д'Ор и другие вершины горного массива Юра.
- Множество пещер и гротов: Пропасть Пудрей (самый большой обустроенный подземный зал во Франции и одна из десяти примечательных пещер всей Европы); Пещера Оссель (её природные украшения, разнообразных кристальных форм и оттенков, геологические феномены и доисторические богатства делают пещеру одной из самых значимых в мире; к тому же, это самая древняя туристическая пещера); Ледяная пещера (единственная в Европе, где можно летом увидеть ледник высотой 525 метров).

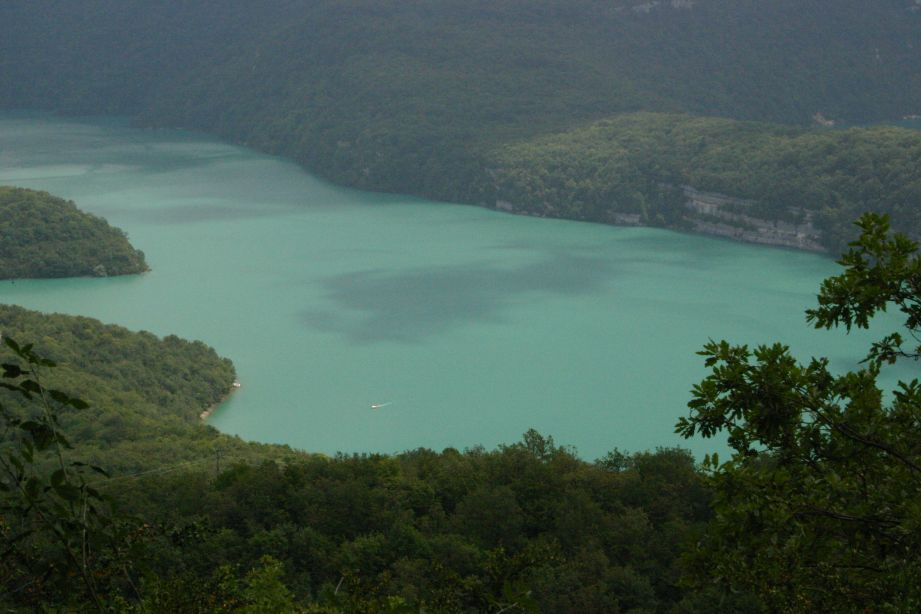
Озеро Вугланс
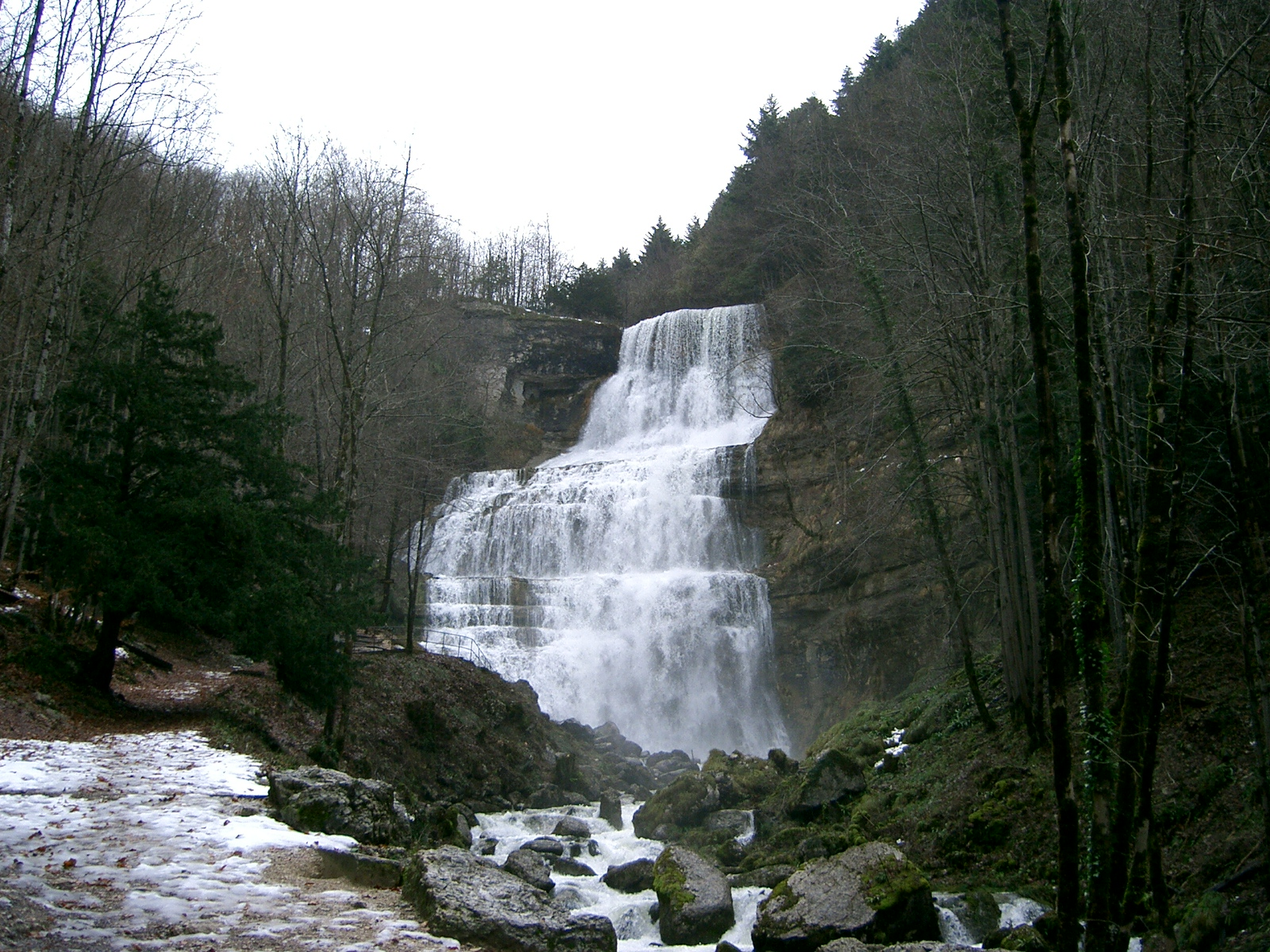
Каскады на реке Эриссон
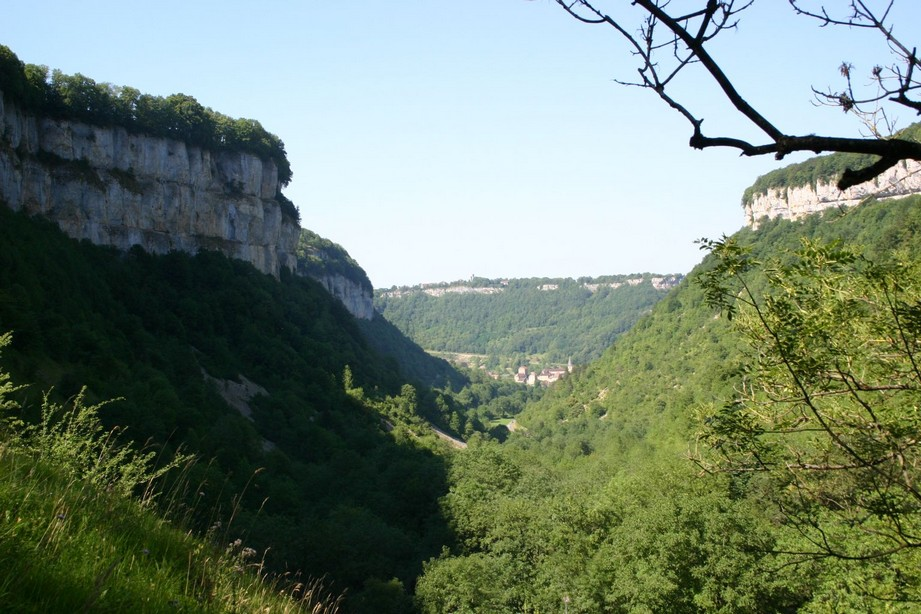
Слепая долина Бом-ле-Месьё
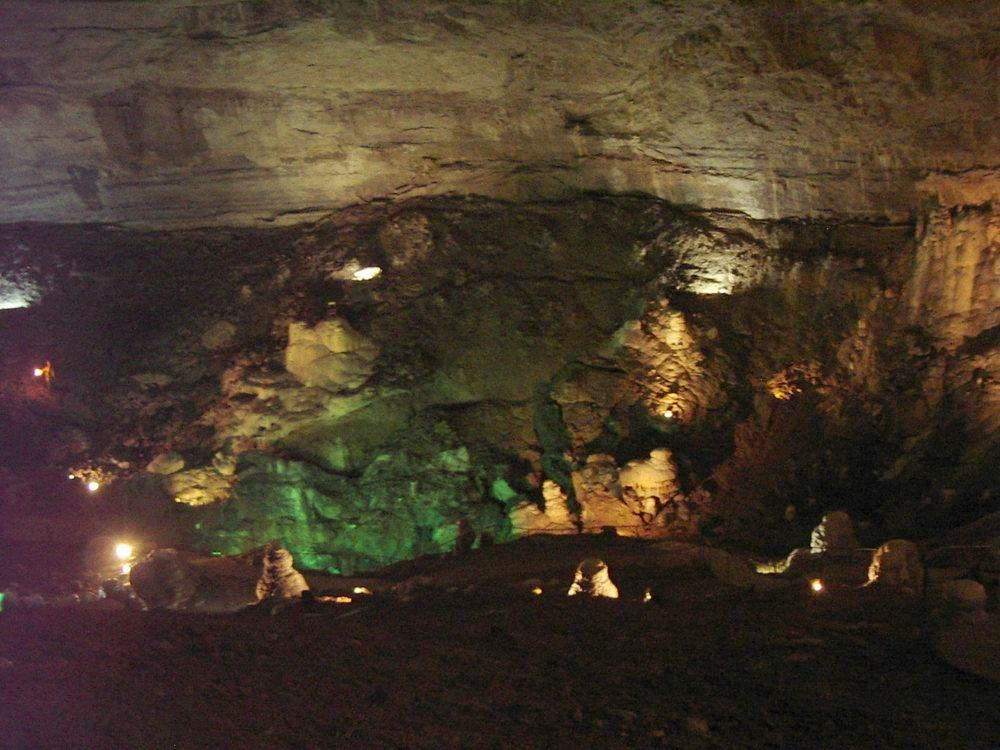
Пропасть Пудрей

### Величественные сооружения
Множество величественных сооружений, сохранившихся в регионе Франш-Конте, свидетельствуют о богатой событиями истории этой местности.
- На территории Франш-Конте, пограничном французском регионе, имеется множество фортов и оборонительных укреплений. Крепость Безансона является одним из самых красивых укреплений, созданных выдающимся военным инженером Вобаном; она включена в список мирового наследия ЮНЕСКО. Также достойны упоминания замок Жу, форт Русс (фр. Rousses), Замок Монбельяр и укрепления Бельфора и его окрестностей.
- Королевская солеварня в Арк-э-Сенан — работа архитектора, мастера классицизма, Клод-Никола Леду. Она предназначалась для производства соли из рассола, получаемого из соляного рудника возле Сален-ле-Бен. Оба эти объекта внесены в Список всемирного наследия ЮНЕСКО
- Бельфорский лев — скульптура работы Фредерика Огюста Бартольди. Этот монумент воздвигнут в честь героического сопротивления города Бельфора наступлению прусских войск в ходе войны 1870—1871 годов.
- Часовня в Роншане, проектированная франко-швейцарским архитектором Ле Корбюзье, сооружение которой было завершено в 1955 году.
- Особняк Гранвеля в Безансоне
- Множество красочных деревушек.

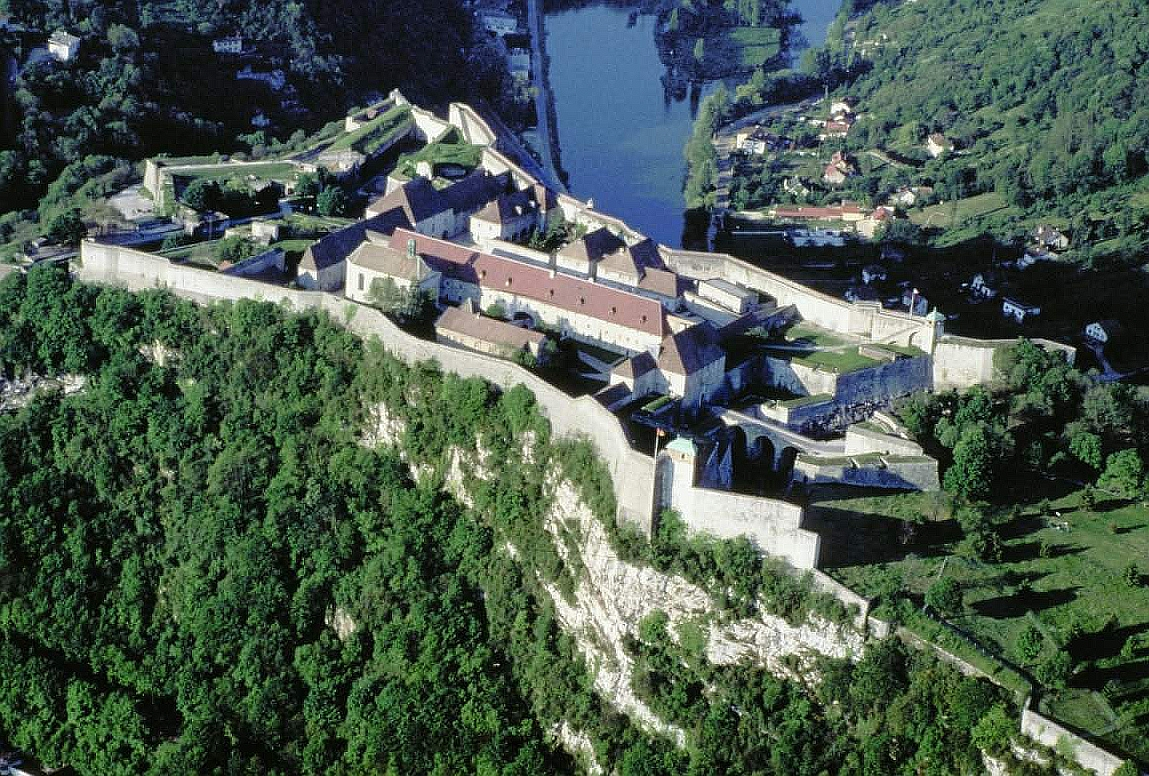
Крепость Безансона Главный туристический объект во Франш-Конте
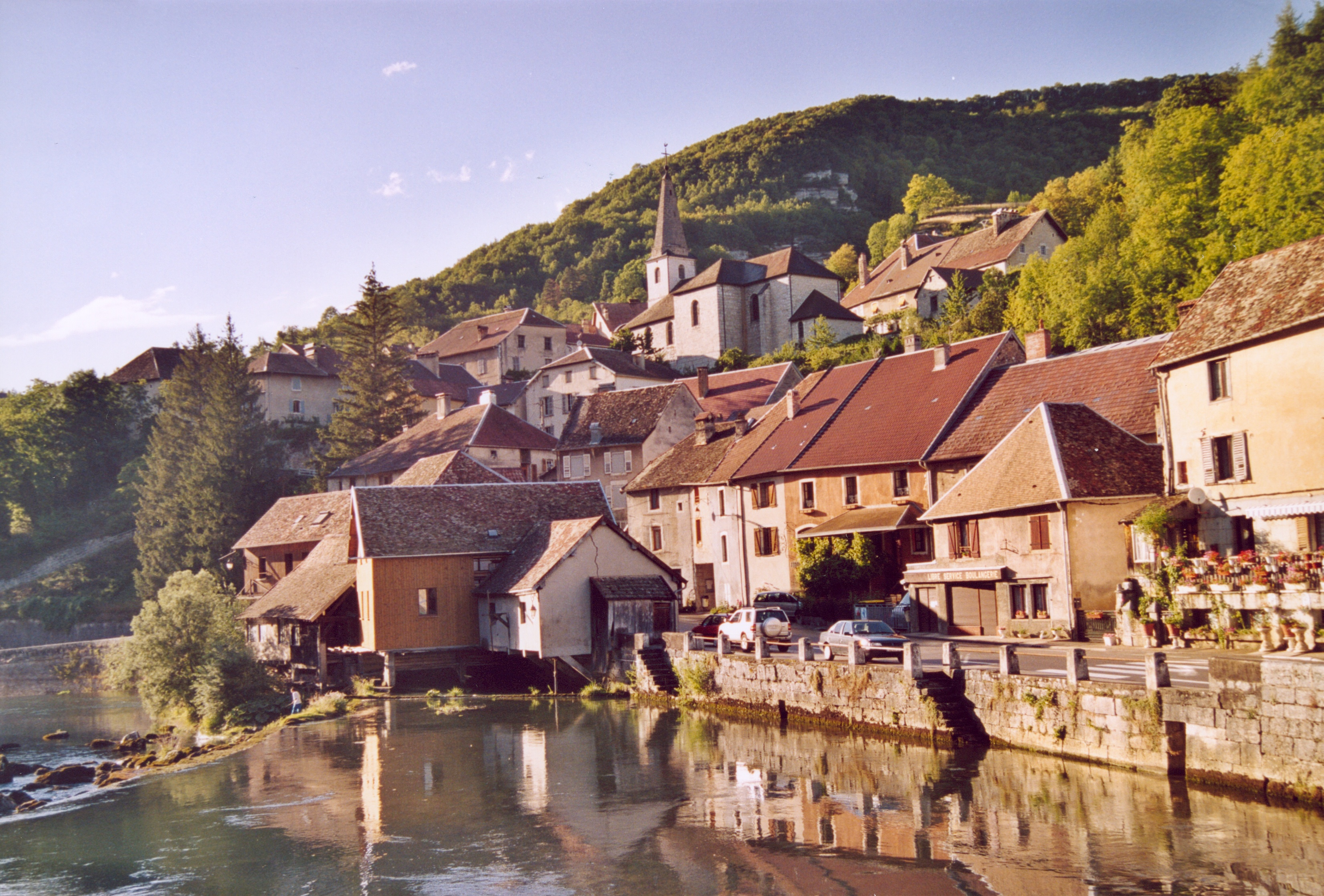
Деревня Ло, одна из самых красивых во Франции
Бельфорский лев у подножия цитадели
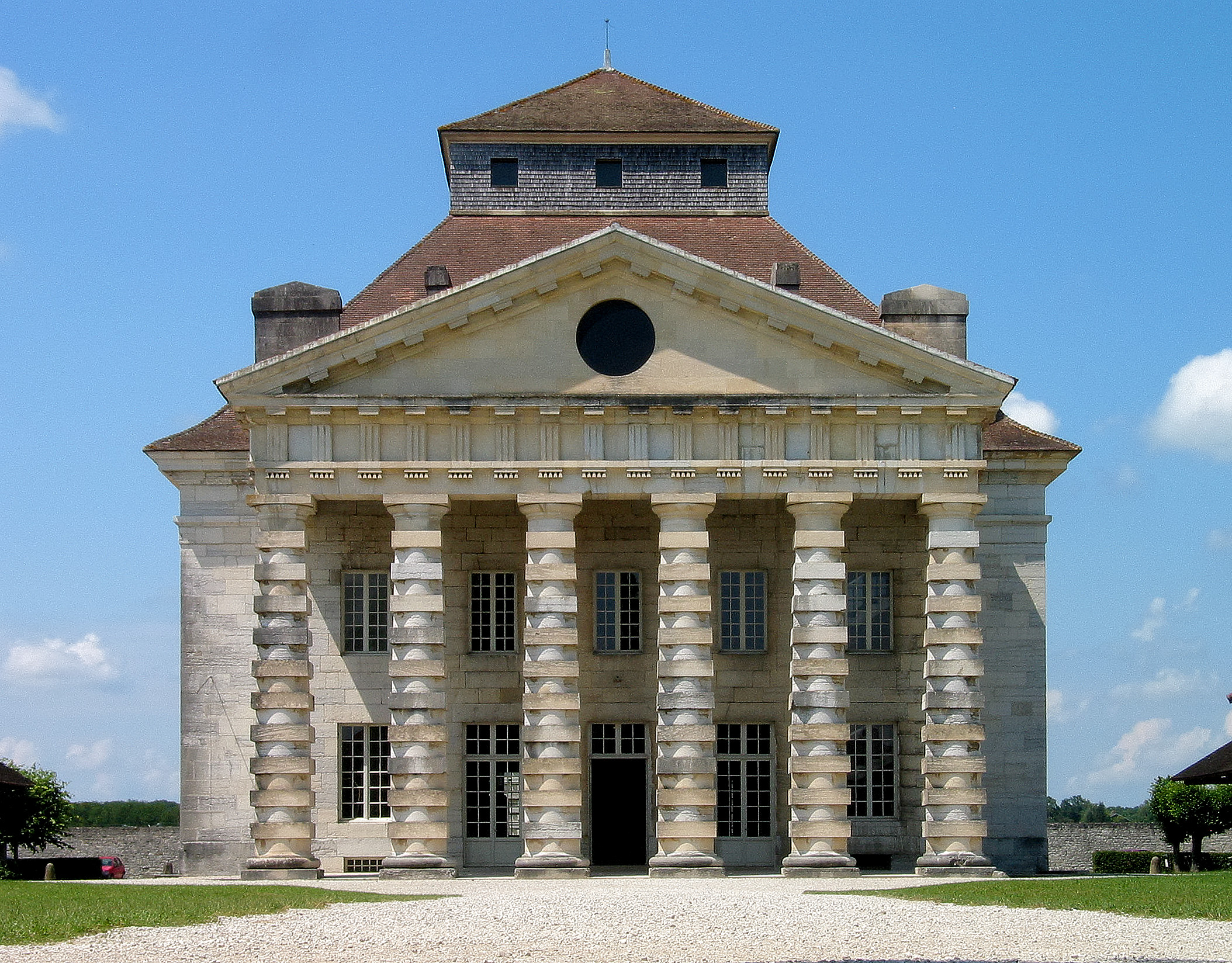
Королевская солеварня в Арк-э-Сенан
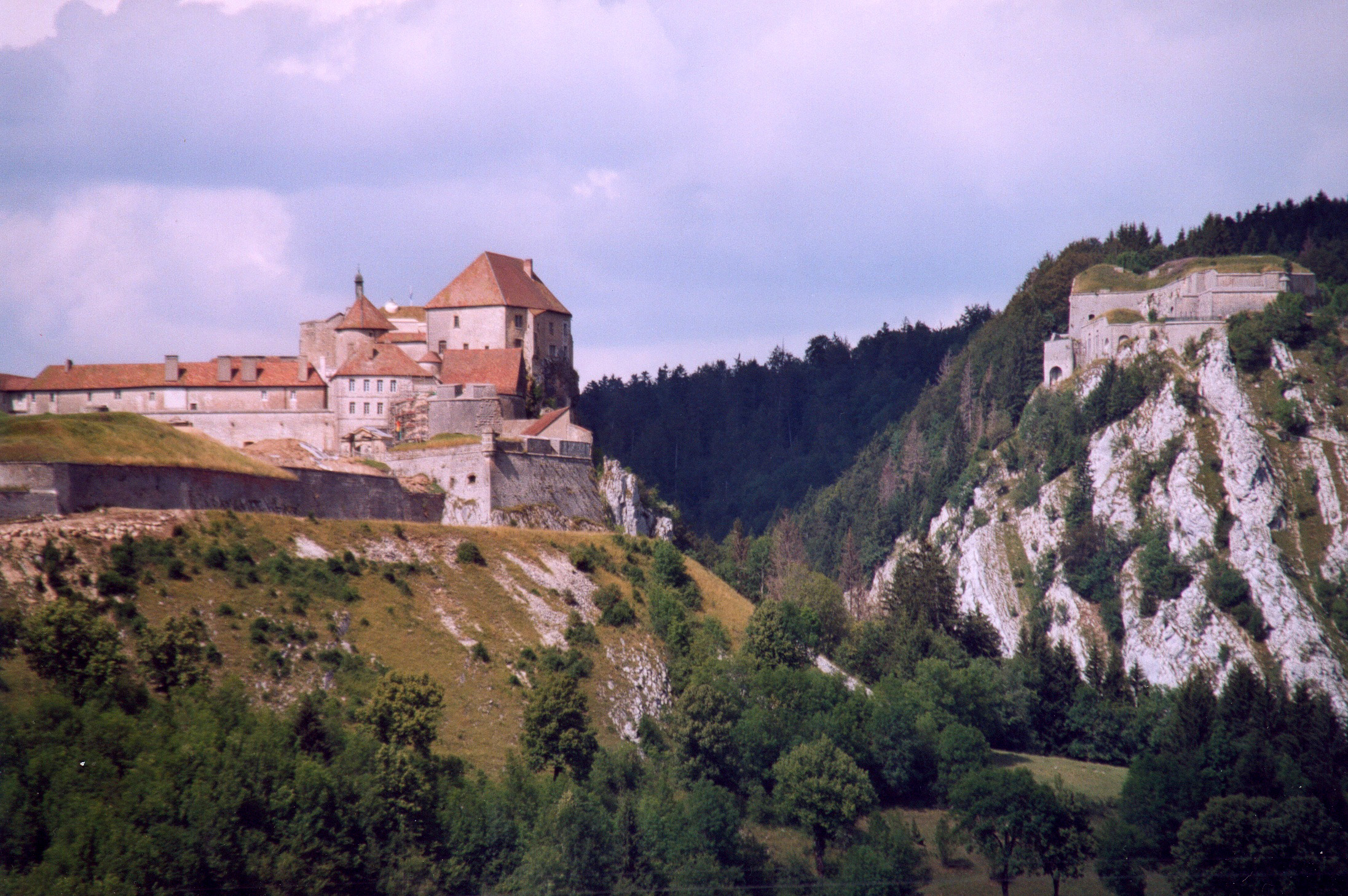
Замок Жу
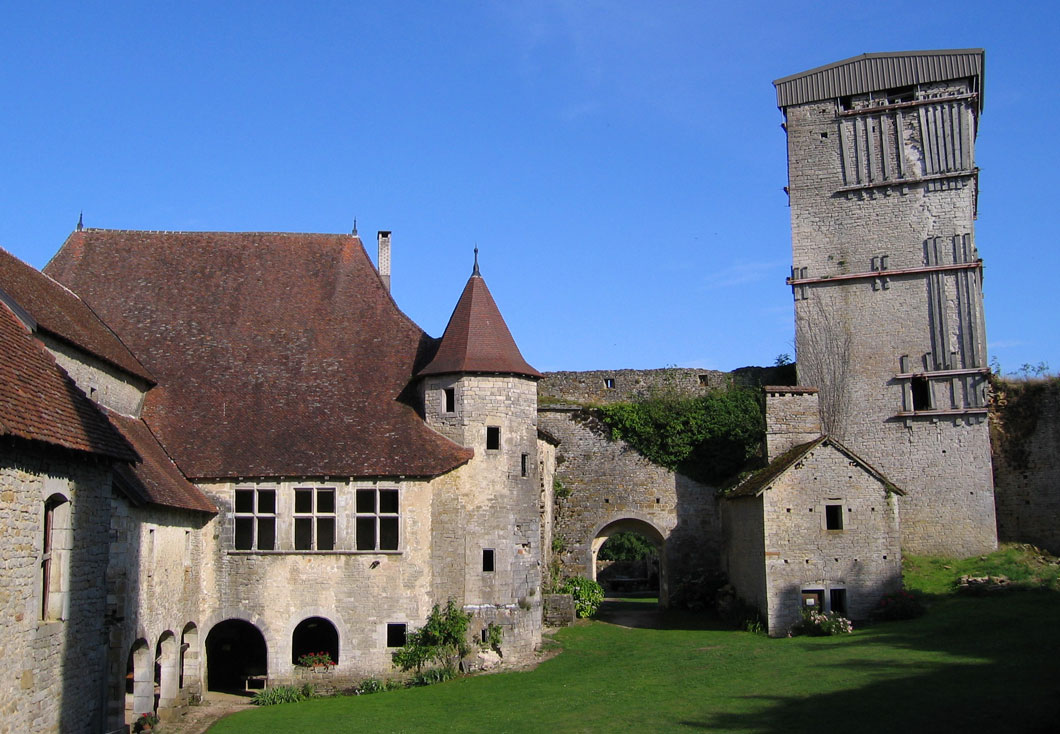
Шато Орикур, отлично сохранившийся укреплённый замок XII века.
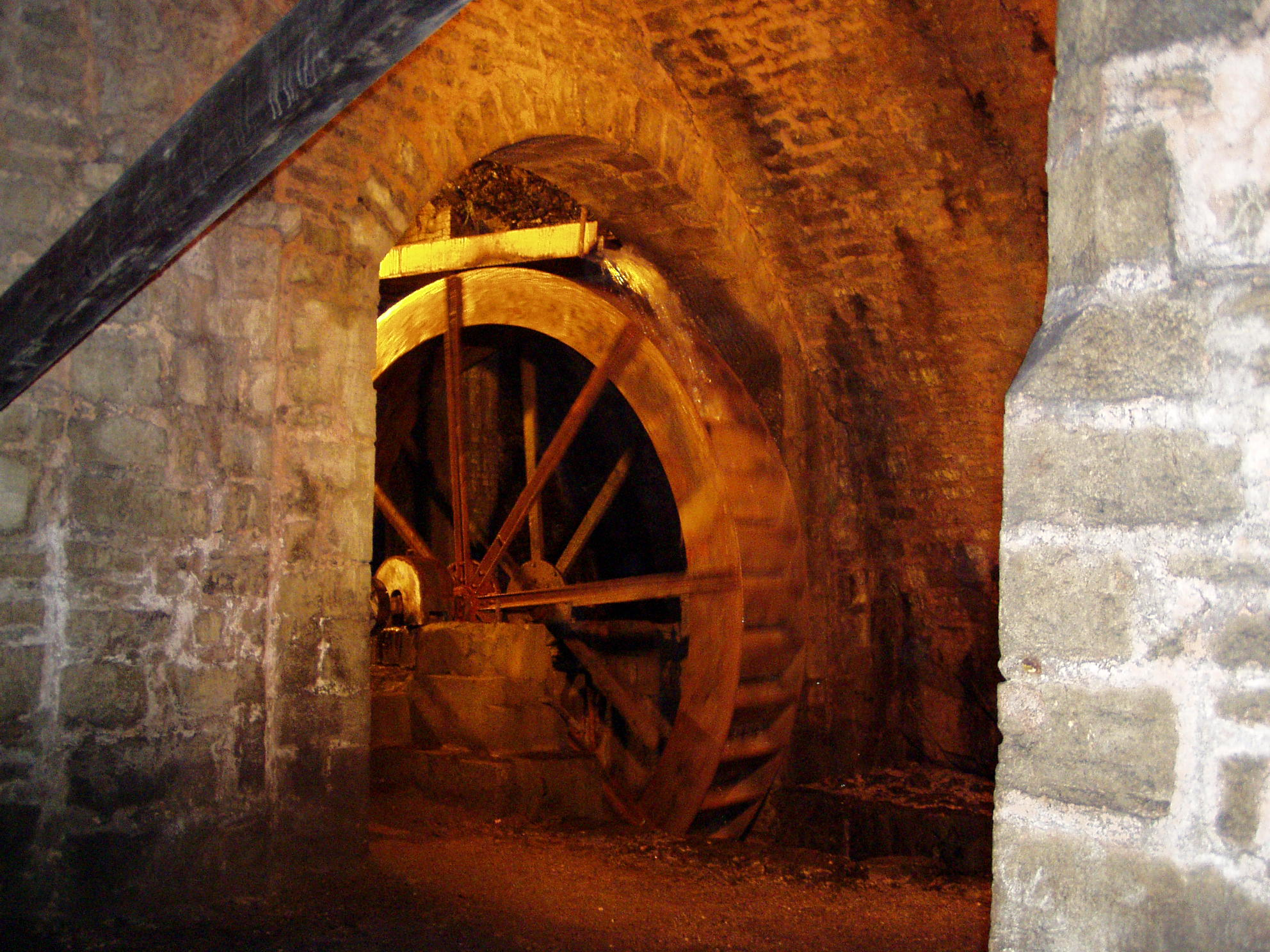
Соляной рудник у Сален-ле-Бен.

## СМИ
- Радио BIP (radio BIP)
- Радио Plein Air (radio Plein Air)
- France Bleu
- France 3
- MaCommune.info
- La Presse du Doubs
- L’Est Républicain
- Voix du Jura

## Гастрономия

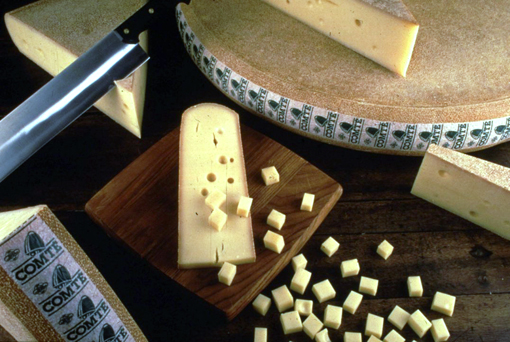
Сыр Конте

Кулинарные традиции Франш-Конте основаны на местных продуктах и особенностях терруара:
- Сыры: Конте, Канкуайот, Мон-д’Ор, Морбье, Эдель де Клерон и другие.
- Напитки происходят преимущественно из винодельческого региона Юра: соломенное вино (фр. vin de paille), жёлтое вино (фр. Vin jaune), юрский креман (игристое вино), абсент, анисовый аперитив Понтарлье, киршвассер, еловый ликёр, кустарное пиво (La Rouget de Lisle, Griffe du Lion) и прочее.
- Колбасные изделия: сосиски Морто и сосиски Монбельяр.
- Кулинарные блюда: десертное блюдо контийская галета, цыплёнок по-контийски (фр. poulet à la comtoise), морбифлетт (фр. morbiflette), пирог со сморчками, фондю Юра, пулярка со сморчками, петух в жёлтом вине, пирог Téméraire, кислая вишня Фужероль, крок-редис и другое.